# Sinio
Sinio (piemontiul: Sin-i) település Olaszországban, Piemont régióban, Cuneo megyében. Lakosainak száma 468 fő (2023. január 1.). Sinio Albaretto della Torre, Cerretto Langhe, Montelupo Albese, Roddino, Rodello és Serralunga d’Alba községekkel határos.

## Népesség
A település lakossága az elmúlt években az alábbi módon változott:
| Lakosok száma | 529  | 533  | 468  |
|               | 2017 | 2018 | 2023 |